# P.I.M.P.
"P.I.M.P." é uma canção escrita por 50 Cent e Kon Artis, para o álbum comercial de estreia de 50 Cent, Get Rich or Die Tryin' (2003), lançado como o terceiro single do mesmo. A música teve seu lançamento oficial ocorrido em 12 de agosto de 2003, em parceria com as gravadoras Aftermath, Interscope e Shady. Um remix oficial foi feito, com a participação de Lloyd Banks, Young Buck e Snoop Dogg.
O primeiro remix oficial foi realizado por DJ Whoo Kid, em forma de mixtape. O segundo, também oficial, contou com a presença de G-Unit e Snoop Dogg e alcançou a 3ª posição no Billboard Hot 100.

## Versões oficiais
- Versão no Álbum - 4:09
- Clean Radio Remix  (Featuring Snoop Dogg, Lloyd Banks e Young Buck) - 4:17
- Dirty Remix (Featuring Snoop Dogg,Lloyd Banks e Young Buck) - 4:47
- Clean Video Edit (Featuring Snoop Dogg,Lloyd Banks e Young Buck) - 5:02
- Reggaeton Remix (Featuring Tego Calderon) - 4:51

## Charts
| Chart (2003)                                              | Melhor posição |
| --------------------------------------------------------- | -------------- |
| Austrália Australian Singles Chart                        | 2              |
| Áustria Austrian Singles Chart                            | 12             |
| Bélgica Belgium Singles Chart                             | 10             |
| Canadá Canadian Singles Chart                             | 1              |
| Países Baixos Dutch Singles Chart                         | 8              |
| Dinamarca Danish Singles Chart                            | 5              |
| Finlândia Finnish Singles Chart                           | 10             |
| França French Singles Chart                               | 25             |
| Alemanha German Singles Chart                             | 5              |
| Grécia Greece Singles Chart                               | 7              |
| Irlanda Irish Singles Chart                               | 4              |
| Itália Italian Singles Chart                              | 10             |
| Nova Zelândia New Zealand Singles Chart                   | 2              |
| Noruega Norwegian Singles Chart                           | 4              |
| Roménia Romanian Singles Chart                            | 2              |
| Suécia Swedish Singles Chart                              | 8              |
| Suíça Swiss Singles Chart                                 | 4              |
| Reino Unido UK Singles Chart                              | 5              |
| Estados Unidos Billboard Hot 100                          | 3              |
| Estados Unidos Billboard Hot R&B/Hip-Hop Singles & Tracks | 2              |
| Estados Unidos Billboard Hot Rap Tracks                   | 1              |